# Televisão no Ceará
A história da televisão no estado brasileiro do Ceará se inicia no ano de 1960 com a inauguração da TV Ceará por iniciativa do conglomerado de mídia Diários Associados.

## Década de 1960
- Em 26 de novembro de 1960, os Diários Associados, na época sob o comandado de Assis Chateaubriand, inauguram a TV Ceará pelo canal 2 VHF de Fortaleza, retransmitindo a programação da TV Tupi. Com isso, é iniciada a produção televisiva do estado.
- Em 1969 a televisão passa a ser transmitido para o interior do estado, através de links de micro-ondas.
- Em 23 de outubro de 1969, entra no ar, em caráter experimental, o sinal do canal 10 VHF de Fortaleza.

## Década de 1970
- Em 31 de janeiro de 1970, entra no ar, oficialmente, por volta das 19h30, a TV Verdes Mares pelo canal 10 VHF de Fortaleza.
- Em 31 de março de 1972, a TV Ceará passa a transmitir seu sinal em cores, fazendo um "pool" com outras emissoras da Rede Tupi.
- Em 7 de setembro de 1972, a TV Verdes Mares passa a transmitir seu sinal a cores.
- Em 18 de fevereiro de 1974, entra no ar, em caráter experimental, o sinal do canal 5 VHF de Fortaleza, que transmitiria a futura TV Educativa do Ceará, de propriedade do Governo do Estado do Ceará.
- Em 7 de março de 1974, entra no ar, oficialmente, a TV Educativa do Ceará.
- Neste ano, a TV Verdes Mares passa a ser afiliada da Rede Globo, expandindo seu sinal para o interior do estado e para algumas cidades de estados vizinhos.
- Em 1975, a TVE Ceará passa a retransmitir a programação da recém-inaugurada TVE Brasil.
- Em 30 de agosto de 1978, entra no ar a TV Uirapuru, de propriedade do empresário José Pessoa de Araújo e do comerciante Patriolino Ribeiro, pelo canal 8 VHF de Fortaleza. A emissora era afiliada à Rede Bandeirantes.
- Em dezembro de 1978, o empresário Miguel Dias de Souza oficializava a aquisição de 50% das ações da TV Uirapuru.
- Em março de 1979, Miguel Dias de Souza adquire o restante do patrimônio da TV Uirapuru em sua totalidade, representando o nascimento do Grupo Cidade de Comunicação.

## Década de 1980
- Em 18 de julho de 1980, por volta das 11h20, a TV Ceará, juntamente com outras seis filiais da Rede Tupi, sai do ar pela cassação da concessão.
- Em junho de 1981, a TV Uirapuru muda seu nome para TV Cidade.
- Em 12 de fevereiro de 1984, entra no ar a TV Manchete Fortaleza, pelo canal 2 VHF. A emissora era uma das cinco filiais da Rede Manchete, inaugurada no ano anterior.
- Em 7 de janeiro de 1987, a TV Cidade passa a retransmitir o sinal do SBT. A emissora já repetia o sinal da rede junto com o da Bandeirantes desde 1982 apenas em dias específicos.

## Década de 1990
- Em 13 de março de 1990 entrava no ar a TV Jangadeiro, como afiliada à Rede Bandeirantes substituindo sua antiga afiliada, a TV Cidade.
- Em 1992 Fortaleza recebia o sinal da MTV Brasil no canal 54 UHF.
- Em 1992, a TV Ceará passou a transmitir a programação da TV Cultura.
- A partir de 1994, a TV Verdes Mares começa a construir sua própria linha para o interior do estado.
- Em 4 de novembro de 1996, estreava em Fortaleza a Rede Record pelo canal 14 UHF.
- Em 6 de janeiro de 1997 estreava a TV Comunitária/TV COM, no canal 22 UHF.
- Na madrugada de 1 de dezembro de 1997 a MTV Brasil saiu no ar, dando lugar a TV Meio Norte também repetindo o sinal da CNT.
- Em 1 de julho de 1998, o Sistema Verdes Mares lançava a TV Diário, no lugar da TV COM.
- Em 5 de outubro de 1998 a TV Cidade troca o SBT pela Rede Record.
- A partir de 28 de dezembro de 1998, a Rede Bandeirantes passa a ser transmitida via satélite pelo canal 20 UHF.
- À meia-noite do dia 1 de janeiro de 1999, a TV Jangadeiro se torna afiliada do SBT.
- Em 1999 o sinal da TV Jangadeiro passou a ser transmitido para o interior cearense através de repetidoras próprias via satélite.
- Em 1999, e, em data incerta, entrava no ar a TVE Padre Cícero, de Juazeiro do Norte, Ceará, canal comunitário de propriedade do empresário e jornalista Roberto Bulhão. A emissora era transmitida através do canal 13 (que anos mais tarde seria ocupada pela atual TV Verde Vale).
- Em meados de 1999, Fortaleza recebia o sinal da Rede Mulher retransmitido da TV Cabrália.
- Em 1999, com o fim da Rede Manchete, a TV Manchete Fortaleza saía do ar e dava lugar à RedeTV! Fortaleza (que só foi receber a denominação RedeTV! em novembro do mesmo ano).
- Em 1999, a TV Ceará passou também a retransmitir alguns programas da TV Senac.

## Década de 2000
- Em 2000 entra no ar o Canal dos Negócios pelo canal 54 UHF substituindo a CNT.
- Em 20 de março de 2001, a TV Diário entrou no cenário nacional por meio de sinal via satélite.
- Ainda em 2001, a TV Diário colocava no ar as primeiras retransmissoras no interior do Estado.
- Em novembro de 2001, entra no ar a TV Canção Nova pelo canal 54 UHF substituindo o Canal dos Negócios.
- Em dezembro de 2001, a Rede União (vinda do Acre) trocava a sua sede para Fortaleza, começando a suas primeiras transmissões como emissora independente.
- Em 2003 a TV Cidade se expande para o interior do estado.
- Em 2003 a TV Canção Nova sai do ar, dando lugar a RIT.
- Em 2005 a Rede Gênesis entra no ar pelo canal 38 UHF.
- Em 2005 a TV Diário já cobria todo o estado do Ceará através de suas retransmissoras.
- Em 24 de março de 2006, foi implantada a TV Verde Vale em Juazeiro do Norte.
- Em 7 de abril de 2006 entra no ar a TV Assembleia.
- Em junho de 2006, a TV Sinal de Aracati iniciou suas transmissões.
- Em 2007 a TV da Gente, entra no ar em Pacajus, e na região metropolitana de Fortaleza.
- Em 2007 a TV Ceará se desfiliava da TV Cultura e passa a transmitir o sinal da TVE Brasil (atual TV Brasil).
- Em 9 de julho de 2007, em fases de testes, entra no ar a TV O Povo, transmitindo a TV Cultura substituindo a sua antiga afiliada, a TV Ceará sendo a primeira emissora de televisão do Grupo de Comunicação O Povo.
- Em 27 de setembro de 2007, entrava no ar a Record News, que substituía a Rede Mulher tanto em Fortaleza quanto em outras praças que era retransmitida.
- Em 28 de outubro de 2008 a TV Bandeirantes Natal estreia no Rio Grande do Norte e retransmitindo o sinal da Band em algumas cidades do Nordeste e em Fortaleza.
- Em 2008 a TV Cidade expandiu suas transmissões para o interior do Ceará
- Em 2009 a RIT sai do ar, dando lugar à Rede 21/Rede Mundial.
- Em 25 de fevereiro de 2009 a TV Diário sai das parabólicas e volta a ser uma TV regional.
- Em 11 de maio de 2009 a TV Verdes Mares lança o seu sinal em HD.[1]
- Em 28 de maio de 2009 a TV Jangadeiro lança o seu sinal em HD.
- Em 28 de agosto de 2009 a TV Ceará lança o seu sinal em HD.
- Em 1 de outubro de 2009 é inaugurada a TV Verdes Mares Cariri, primeira afiliada da TV Verdes Mares no interior do estado do Ceará.[2]

## Década de 2010
- Em 1º de janeiro de 2010 a TV Diário passou a transmitir sua programação através de seu web site.[3]
- Em 17 de agosto de 2010, a RedeTV! Fortaleza iniciou suas transmissões digitais, retransmitindo apenas o sinal da RedeTV!
- Em 22 de novembro de 2010 a Rede União começa as suas primeiras transmissões em HD, sendo a primeira do estado a ter toda a sua programação em alta qualidade.[4]
- Em 31 de agosto de 2011 a TV Cidade coincidindo com os 30 anos da atual denominação, lança o seu sinal em HD.
- Em 26 de outubro de 2011 estreia a TV Canaã em fase de testes.[carece de fontes?]
- Em 31 de outubro de 2011, estreia em fase de testes a TV Metrópole.
- Em 30 de dezembro de 2011 a RIT reestreia seu sinal em Fortaleza.
- Em 7 de janeiro de 2012 a Mix TV estreia, em fase de testes, seu sinal em Fortaleza.
- Em 3 de fevereiro de 2012 a Rede Gênesis estreia, em fase de testes, seu sinal em Fortaleza.
- Em 2 de abril de 2012 a TV Jangadeiro troca o SBT pela Rede Bandeirantes
- Em 2 de abril de 2012 a NordesTV começa as suas primeiras transmissões como afiliada do SBT no Canal 48 UHF (Sobral e arredores), no Canal 13 (NET). Em Fortaleza a NordesTV entrou em caráter provisório no canal 20.
- Em 1 de maio de 2012 a NordesTV sai do canal 20 e entra no canal 27, no Canal 20 passa a transmitir a Rede 21/Rede Mundial
- Em 29 de maio de 2012 a TV Canaã sai do ar, dando lugar a TV Novo Tempo.
- Em 20 de junho de 2012, a TV Assembleia estreou o seu canal digital em conjunto com a TV Câmara e a TV Senado no canal digital de qualidade Standart (ou SDTV)
- Em 4 de julho de 2012 foi inaugurado a sucursal da NordesTV, em Fortaleza com sua programação, e as novidades, para aquecer o mercado. No evento, a presença de profissionais da emissora de Silvio Santos
- Em 5 de julho de 2012 entrava oficialmente no ar a NordesTV, no dia da comemoração do aniversário de 239 anos da cidade de Sobral.
- Em 2012 a RedeTV! Fortaleza passou a retransmitir a programação local em HD.
- Em 21 de janeiro de 2013 o Canal 54 Fortaleza deixa de transmitir a Rede 21/Rede Mundial e passa a exibir sua programação própria e independente, alguns meses depois passa a transmitir a Rede Super.
- Em 21 de junho de 2013, toda a programação da TV Jangadeiro passou a ser produzida e exibida em alta definição.
- Em 5 de junho de 2014, a TV Verdes Mares Cariri inaugurou seu sinal digital.
- Em 2014, o Canal 54 Fortaleza deixa de transmitir a Rede Super e passa transmitir a Rede Mundial.
- Em 9 de fevereiro de 2015 a TV Diário coloca sua programação no ar em HD digital, mas com a imagem em aspecto SD em alguns programas.
- Em 23 de abril de 2015 a NordesTV lança o sinal digital da emissora em Fortaleza.
- Em 1º de agosto de 2015, depois de 3 anos retransmitindo o sinal da TV Jangadeiro, volta a retransmitir o sinal do SBT, já a NordesTV passará a retransmitir o sinal da TV Bandeirantes no estado.
- Em agosto de 2015, a TV Diário passa a transmitir todos os seus programas em alta definição.
- Em 24 de agosto de 2016 a Rede Católica da Igreja passa a ser chamado de Rede Evangelizar de Comunicação e inaugura uma retransmissora em Fortaleza.
- Em 27 de setembro de 2017, ocorre a interrupção definitiva nas transmissões em sinal analógico nas cidades da Região Metropolitana de Fortaleza.[5]
- Em 8 de outubro de 2017, entra no ar, experimentalmente, o sinal digital da TV O Povo, pelo canal 47 UHF digital (48.1 virtual).
- Em 7 de dezembro de 2017, é anunciada a afiliação da TV O Povo com o Canal Futura.
- Em 13 de dezembro de 2017, à meia-noite, a TV O Povo deixa de retransmitir o sinal da TV Cultura e passa a transmitir o sinal do Canal Futura com um VT de apresentação.
- Em 1º de janeiro de 2018, a TV Diário realiza as primeiras mudanças em sua programação, como a retirada de vários programas e a estreia de outros, as mudanças de horários e a exibição de séries e filmes antigos.
- Em 8 de Janeiro de 2018, Durante o início do Programa Roda Viva, A TV Ceará, Volta a Restransmitir o sinal da TV Cultura em Conjunto com a TV Brasil como Afiliada oficial da TV Cultura.
- Em 19 de fevereiro de 2018, o presidente do Senado Federal, Eunício Oliveira, assinou em Juazeiro do Norte um acordo de cooperação técnica com a prefeitura municipal para a instalação das retransmissoras da TV Câmara e da TV Senado em sinal digital na cidade.[6][7]
- Em 8 de outubro de 2018, diretores e funcionários da NordesTV se reúnem e anunciam o fim das operações na filial de Fortaleza, provocando a demissão de cerca de cinquenta profissionais, e fazendo com que a emissora volte a operar apenas em Sobral, sua cidade-sede, deixando também de produzir programação própria e ao vivo.[8]
- Em 31 de outubro de 2018, ocorre a interrupção definitiva nas transmissões em sinal analógico nas cidades de Juazeiro do Norte e Sobral e proximidades.
- Em 9 de novembro de 2018, a TV Diário realiza novas alterações em sua grade de programação, flexibilizando horários e estreando novos programas.
- Em 10 de novembro de 2018, a TV da Gente volta ao ar experimentalmente na Região Metropolitana de Fortaleza, operando pelo canal 25 UHF digital.
- Em 2 de janeiro de 2019, a TV da Gente lança oficialmente sua programação ao vivo, exibida apenas durante parte do dia.
- Em 8 de outubro de 2019, a TV Terra do Sol, emissora da Prefeitura de Fortaleza, é lançada em caráter experimental através do canal 42 UHF digital.

## Década de 2020
Em 20 de janeiro de 2020, a TV da Gente inicia uma parceria com a TV Gazeta de São Paulo para a retransmissão de seus programas na grade local.
Na madrugada de 31 de maio para 1.º de junho, enquanto retransmitia a programação da Rede Bandeirantes, a NordesTV encerra suas atividades em definitivo, sendo substituída pelo sinal da co-irmã TV Jangadeiro no canal 48 UHF digital na cidade-sede Sobral. No canal 20 UHF de Fortaleza, entra no ar a Band Ceará, filial operada pelo Grupo Bandeirantes de Comunicação, que passa a retransmitir a programação nacional da Bandeirantes na capital cearense, mesclando com atrações de outras emissoras da rede.
Em 10 de agosto, foi fundada a TV Sinal no município de Tauá pertencente ao Grupo Sinal de Comunicação, tendo afiliação a TV Brasil. A emissora está disponível no canal 40 UHF da cidade e é a primeira emissora da região dos Sertão dos Inhamuns. Em 19 de outubro, a emissora fez sua primeira transmissão ao vivo.
Em 29 de agosto, as emissoras da Rede Legislativa de Rádio e TV no Ceará deslocam seus sinais para novos canais virtuais. Em Fortaleza, o MUX legislativo (composto por TV Câmara, TV Senado, TV Assembleia e TV Fortaleza) se retira da faixa virtual 61.1/2/3/4 e passa a ser assistido na faixa 7.1/2/3/4, permanecendo em seu canal físico 30 UHF digital. Em Juazeiro do Norte (Câmara, Senado, Assembleia e TV Juazeiro do Norte) sai da faixa 20.1/2/3/4 e também vai para 7.1/2/3/4, ainda no canal físico 20 UHF. A medida entrou em vigor em outras cidades do Brasil.
Em 9 de novembro de 2020, a TV O Povo passa a se chamar Canal FDR (sigla para Fundação Demócrito Rocha, sua mantenedora), projetando uma programação inteiramente voltada a conteúdos educativos.